# Giovanni Lombardi
Giovanni Lombardi (Pavia, Llombardia, 20 de juny de 1969) és un ciclista italià, ja retirat, professional entre el 1993 i el 2006. Bon esprintador, la majoria de les seves victòries les aconseguí d'aquesta manera.
Com a ciclista amateur va prendre part en els Jocs Olímpics de Seül de 1988 i els de Barcelona de 1992. Als Jocs de Barcelona guanyà la medalla d'or en la prova de puntuació del programa de ciclisme. Com a professional destaquen quatre victòries d'etapa al Giro d'Itàlia i dues a la Volta a Espanya. El 2005 finalitzà les tres grans voltes, fita sols assolida per 24 ciclistes fins aquell moment.
Una vegada retirat ha exercit de representant de ciclistes com Peter Sagan o Enric Mas.

## Palmarès en pista
- 1992
  -  Medalla d'or als Jocs Olímpics de Barcelona en la prova de puntuació
- 1993
  - 1r als Sis dies de Bordeus (amb Adriano Baffi)
- 1994
  - 1r als Sis dies de Dortmund (amb Adriano Baffi)
- 1996
  - 1r als Sis dies de Grenoble (amb Adriano Baffi)
  - 1r als Sis dies de Múnic (amb Adriano Baffi)
- 1998
  - 1r als Sis dies de Fiorenzuola d'Arda (amb Bruno Risi)
- 2002
  - 1r als Sis dies d'Aguascalientes (amb Juan José de la Rosa)
- 2003
  - 1r als Sis dies de Fiorenzuola d'Arda (amb Juan Esteban Curuchet)
- 2004
  - 1r als Sis dies de Fiorenzuola d'Arda (amb Samuele Marzoli)

## Palmarès en ruta
- 1989
  - 1r a la Berliner Etappenfahrt
- 1990
  - 1r a la Milà-Busseto
  - 1r al Trofeu Raffaele Marcoli
  - 1r al Trofeu Antonietto Rancilio
- 1991
  - 1r al Trofeu Papà Cervi
  - 1r a la Milà-Busseto
  - 1r a la Copa Ciutat de Melzo
  - 1r al Trofeu Antonietto Rancilio
- 1992
  - 1r al Trofeu Papà Cervi
- 1993
  - Vencedor d'una etapa del Gran Premi del Midi Libre
  - Vencedor d'una etapa del Hofbräu Cup
- 1994
  - Vencedor de 2 etapes de la Volta a Suïssa
  - Vencedor de 2 etapes de la Volta a Múrcia
- 1995
  - Vencedor d'una etapa del Giro d'Itàlia
  - Vencedor d'una etapa de la Volta a Suïssa
- 1996
  - Vencedor d'una etapa del Giro d'Itàlia
  - Vencedor d'una etapa de la Volta als Països Baixos
  - Vencedor d'una etapa al Giro de Calàbria
- 1997
  - Vencedor de 2 etapes de la Volta a Dinamarca
  - Vencedor d'una etapa de la Tirrena-Adriàtica
  - Vencedor d'una etapa de la Volta als Països Baixos
  - Vencedor d'una etapa de l'Euskal Bizikleta
- 1998
  - Vencedor d'una etapa de la Volta a Espanya
  - Vencedor d'una etapa de la Tirrena-Adriàtica
- 1999
  - Vencedor d'una etapa de la Volta a Àustria
  - Vencedor d'una etapa de l'Euskal Bizikleta
  - Vencedor d'una etapa del Regio-Tour
- 2000
  - Vencedor de 2 etapes de la Volta a Catalunya
  - Vencedor de 2 etapes de la Volta a Àustria
  - Vencedor d'una etapa de la Volta a Aragó
  - Vencedor d'una etapa de la Volta a Burgos
  - Vencedor d'una etapa de l'Euskal Bizikleta
- 2002
  - Vencedor de 2 etapes del Tour de Romandia
  - Vencedor d'una etapa del Giro d'Itàlia
  - Vencedor d'una etapa de la Volta a Espanya
  - Vencedor d'una etapa del Tour del Mediterrani
  - Vencedor d'una etapa de la Volta a Aragó
- 2003
  - Vencedor d'una etapa del Giro d'Itàlia

### Resultats al Tour de França
- 1995. 103è de la classificació general
- 1997. 118è de la classificació general
- 2005. 118è de la classificació general
- 2006. Abandona (11a etapa)

### Resultats al Giro d'Itàlia
- 1994. 91è de la classificació general
- 1995. 114è de la classificació general. Vencedor d'una etapa
- 1996. 92è de la classificació general. Vencedor d'una etapa
- 2001. 89è de la classificació general
- 2002. 87è de la classificació general. Vencedor d'una etapa
- 2003. 70è de la classificació general. Vencedor d'una etapa
- 2004. 119è de la classificació general
- 2005. 88è de la classificació general
- 2006. 117è de la classificació general

### Resultats a la Volta a Espanya
- 1993. Abandona (10a etapa)
- 1996. Abandona (12a etapa)
- 1998. Abandona (11a etapa). Vencedor d'una etapa
- 1999. 85è de la classificació general
- 2000. 84è de la classificació general
- 2002. Abandona (14a etapa). Vencedor d'una etapa
- 2003. 79è de la classificació general
- 2005. 114è de la classificació general